# Rajella barnardi
La raya del sur (Rajella barnardi) es una especie de pez rajiforme de la familia Rajidae.

## Morfología
Los machos pueden llegar a alcanzar los 70 cm de longitud total.

## Hábitat
Es un pez marino de aguas profundas que vive entre 170-1.700 m de profundidad.

## Distribución
Se encuentra en el océano Atlántico oriental, desde Mauritania hasta Sudáfrica.

## Comportamiento

### Reproducción
Es ovíparo y las hembras ponen huevos envueltos en una cápsula córnea.

### Alimentación
Se alimenta de pequeños crustáceos, calamars y poliquetos.